# Saint-Symphorien-des-Bruyères
Saint-Symphorien-des-Bruyères település Franciaországban, Orne megyében. Lakosainak száma 483 fő (2022. január 1.). Saint-Symphorien-des-Bruyères Saint-Nicolas-de-Sommaire, Beaufai, L’Aigle, Rai, Saint-Sulpice-sur-Risle és La Ferté-en-Ouche községekkel határos.

## Népesség
A település népessége az elmúlt években az alábbi módon változott:
| Lakosok száma | 519  | 518  | 514  | 493  | 481  | 479  | 476  | 473  | 483  |
|               | 2013 | 2015 | 2016 | 2017 | 2018 | 2019 | 2020 | 2021 | 2022 |